# クリストフ・ジラール
クリストフ・ジラール（Christophe Girard, 1956年2月9日 - ）は、メーヌ＝エ＝ロワール県ソミュール出身のフランスの政治家である。フランス社会党所属、パリ市副市長、白夜祭の発案者。

## 来歴
学生時代は日本文学を学んだ。1978年にイヴ・サンローラン社に入社。1997年にはCEOとなった。2001年3月の地方選挙においてパリ市議会議員(緑の党・所属)となり、ベルトラン・ドラノエ市長の下で助役に就任する。同性愛者であることを公言している。2005年11月に緑の党を離党し、社会党に入党する。2006年5月には著書 「父親として」 (仏: Père comme les autres)を出版し、冒頭には「私は同性愛者であり、一男の父親である」と書かれている。2007年フランス大統領選挙では社会党のセゴレーヌ・ロワイヤル候補の陣営に入り、活動する。
2012年7月2日より、パリ14区区長に就任。
2013年6月、ドラノエ市長およびマザリーヌ・パンジュが立ち合い、パリ4区区役所にて副市長アンヌ・イダルゴ主宰のもと、ジラールは映画監督のオリヴィエ・メイルーと結婚した。